# Répons (Boulez)
 (mars 2023).
Si vous disposez d'ouvrages ou d'articles de référence ou si vous connaissez des sites web de qualité traitant du thème abordé ici, merci de compléter l'article en donnant les références utiles à sa vérifiabilité et en les liant à la section « Notes et références ».

Répons (le s ne se prononce pas) est une œuvre ouverte de musique mixte de Pierre Boulez qui connaît trois versions en 1981, 1982 et 1984. 
Commandée par le Südwestfunk de Baden-Baden pour le Festival de Donaueschingen, l'œuvre y fut créée le 18 octobre 1981 sous la direction du compositeur. Par la suite, Boulez l'étendra pour aboutir aux versions ultérieures, selon une pratique qui lui est chère.
Dédiée à Alfred Schlee, elle contient les lettres du nom de Paul Sacher.
Le titre fait référence aux répons de la musique liturgique médiévale chrétienne (le chant grégorien) : comme ici, le chant responsorial présente un dialogue entre jeu individuel et jeu collectif. L'œuvre reprend aussi l'idée de prolifération à partir d'un élément simple (comme lorsqu'on développe une polyphonie sur une teneur grégorienne).

## Une disposition originale
L'exécution de Répons nécessite une disposition des interprètes dans l'espace toute particulière.
Un orchestre de chambre est installé sur une scène au centre de la salle de concert, entourée par le public. Sur cette scène, les 24 exécutants de l'orchestre sont divisés en trois groupes séparés : cordes, bois, et cuivres. 
À l'extérieur du périmètre défini par le public se trouvent les six solistes, placés à intervalles équidistants, en surélévation de l'assistance. L'ensemble est dominé par les six groupes de haut-parleurs d'un système électroacoustique complexe, qui sont placés entre les solistes. Ce système enregistre, transforme, et fait circuler dans la salle le jeu des solistes, le tout en temps réel, et l'ingénieur du son peut être considéré comme le septième soliste de la formation...
Cette disposition fait écho à la pratique de la forme médiévale, où un soliste dialogue avec un chœur à une certaine distance.
La plupart des salles ne permettent pas ou très difficilement un tel aménagement : il faut commencer par ôter les premiers rangs  de siège et déplacer la scène. En outre, la partie électroacoustique requiert des machines et des logiciels spécifiques à l'IRCAM, avec ce que cela suppose comme problèmes pratiques (disponibilité, droits...). Le coût de la représentation  est donc très élevé par rapport à celui d'une œuvre classique, ce qui explique le faible nombre d'exécutions publiques de Répons, malgré un accueil très favorable du public et de la critique.

## Structure de l'œuvre
Elle se compose d'une introduction, de huit sections et d'une coda.

## Formation
- Instruments solistes : deux pianos, une harpe, un vibraphone, un glockenspiel et un cymbalum.
- Ensemble instrumental : deux flûtes, deux hautbois, deux clarinettes et clarinette basse, deux bassons, deux cors, deux trompettes, deux trombones, un tuba, trois violons, deux altos, deux violoncelles et contrebasse.
- Système électro-acoustique pour transformer et spatialiser le son des solistes : un ordinateur et six haut-parleurs.